# Barbus brevipinnis
Barbus brevipinnis је зракоперка из реда Cypriniformes и фамилије Cyprinidae. 

## Угроженост
Ова врста је на нижем степену опасности од изумирања, и сматра се скоро угроженим таксоном.

## Распрострањење
Врста је присутна у следећим државама: Јужноафричка Република и Свазиленд.

## Станиште
Станишта врсте су шуме и слатководна подручја. 